# Georg Brunner (General)
Georg Albert Brunner (* 14. Mai 1856 in Leipzig-Reudnitz; † August 1936 in Königsbrück) war ein sächsischer Generalmajor.

## Leben
Georg Brunner trat 1872 in das Kadettenkorps der sächsischen Armee ein und wurde nach vieljähriger Erziehung am 16. März 1875 als Fähnrich der reitenden Abteilung des 1. Feldartillerie-Regiments Nr. 12 übergeben. Am 1. Oktober 1876 wurde er zum Leutnant beim 1. Feldartillerie-Regiment Nr. 12 befördert. Brunner blieb die folgenden Jahre im Regiment und stieg am 22. Februar 1885 zum Oberleutnant sowie am 20. Mai 1890 zum Hauptmann und Kompaniechef auf. Nach seiner Beförderung zum Major am 28. Juni 1899 wurde er Abteilungskommandeur der 3. Abteilung des 2. Feldartillerie-Regiments Nr. 28. 1901 wurde er in gleicher Eigenschaft in das Feldartillerie-Regiment 64 versetzt. Er wurde am 15. Juli 1904 zum Oberstleutnant befördert und wurde Kommandeur des 4. Feldartillerie-Regiments Nr. 48. Am 25. März 1907 erfolgte in dieser Eigenschaft seine Beförderung zum Oberst. Unter Genehmigung seines Abschiedsgesuches wurde Brunner am 23. Oktober 1908 zur Disposition gestellt. 
Nach Ausbruch des Ersten Weltkrieges wurde Oberst Brunner als z.-D.-Offizier reaktiviert und diente zunächst als Kommandant der Etappen-Munitions-Verwaltung der Etappen-Inspektion 3. Im Juni 1915 war er bei der Enthüllung eines Sachsensteins zum Gedenken an gefallene sächsische Soldaten in der Lausitz anwesend. Nach Beförderung zum Generalmajor diente er als Inspekteur der Ersatzabteilungen der Feldartillerie des XIX. (II. Königlich Sächsisches) Armee-Korps. 1936 wurde er mit der bronzenen Denkmünze für Mitgliedschaft über 25 Jahres des sächsischen Fischereivereins ausgezeichnet.